# Woltersdorfer Straßenbahn
Woltersdorfer Straßenbahn er en lokal transportvirksomhed, der driver en sporvejslinje i samfundet Woltersdorf (Oder-Spree) i den østlige udkant af Berlin.
Linjen med linjenummer 87 kører fra S-Bahnhof Rahnsdorf til Woltersdorf-Schleuse, hvilket er en strækning på 5,6 km. Sporvejslinjen åbnede 1913. Den kører på normalspor (1435 mm).
Woltersdorf har en museumssporvejslinje som kører på strækningen.
Ruten er:
- S-Bahnhof Rahnsdorf (S-banestation Rahnsdorf)
- Waldweiche Soft (skov)
- Landesgrenze Berlin / Brandenburg (delstatsgrænse Berlin / Brandenburg)
- Goethestraße
- Eichendamm (Oak-dæmningen)
- Lerchenstraße
- Berliner Platz
- Fasanenstraße
- Thälmannplatz
- Depot Depotfører
- Blumenstraße
- Krankenhaus Hospital
- Woltersdorfer Schleuse

## Ekstern henvisning
- Woltersdorfer Straßenbahn – officiel website Arkiveret 4. juni 2008 hos  Wayback Machine

52°26′36″N 13°45′50″Ø / 52.443334°N 13.764006°Ø